# AT-T
El AT-T fue un tractor de artillería diseñado y construido en la URSS durante la Guerra Fría. Está basado en el chasis y el sistema de propulsión del tanque T-54. Sin embargo, el casco se ha girado 180 grados con el motor, el embrague, la caja de cambios, el mecanismo de dirección y las ruedas motrices ubicadas en la parte delantera del vehículo. La cabina de la tripulación (utilizada en los camiones ZIS-150 y ZIL-164) también se encuentra en la parte delantera del vehículo.

## Variantes
Vehículo quita obstáculos BAT-M
Vehículo de excavación de zanjas de alta velocidad BTM-3
Vehículo todoterreno antártico Kharkovchanka
Vehículo de excavación de pozos MDK-2M
Radar P-40